# Утечка мозгов
«Утечка мозгов» (калька с англ. brain drain) — процесс массовой эмиграции, при которой из страны или региона уезжают специалисты, учёные и квалифицированные рабочие по политическим, экономическим, религиозным или иным причинам. При этом странам, из которых происходит утечка специалистов, наносится весьма значительный экономический, культурный, а иногда и политический ущерб, и напротив, страны, принимающие и обеспечивающие специалистов-иммигрантов, приобретают огромный и дешёвый интеллектуальный капитал. Аналогичный процесс вывоза за границу финансового капитала называют утечка капитала.
Термин утечка мозгов был введён британским Королевским обществом для описания миграционных процессов в среде учёных и инженеров во время и после Второй мировой войны из Великобритании в страны Северной Америки. В настоящее время это явление наиболее характерно для развивающихся стран, в частности бывших европейских колоний в Африке, на Карибских островах, а также бывших социалистических стран Восточной Европы и Российской Федерации.

## История

### Первая утечка мозгов
Первые дошедшие до нас «сиддханты» (индийские научные сочинения) относятся уже к IV—V векам н. э., и в них заметно сильное древнегреческое влияние. Отдельные математические термины — просто кальки с греческого. Предполагается, что часть этих трудов была написана греками-эмигрантами, бежавшими из Александрии и Афин от антиязыческих погромов в Римской империи.

### Исходгугенотовиз Франции (XVII в.)
В 1685 г. французский король Людовик XIV прекратил действие Нантского эдикта своего деда, Генриха IV. Политика веротерпимости кончилась, Франция становилась строго католической страной, и все протестанты либо изгонялись, либо подвергались репрессиям по религиозному признаку. Гугенотов во Франции, по разным оценкам, было к тому времени от 200 до 1000 тыс., большая их часть эмигрировала в протестантские страны: Англию, Нидерланды, Швейцарию, Пруссию и др.. Многие гугеноты были хорошо образованными людьми и играли важную роль в экономике Франции.

### Антисемитизмв предвоенной Европе (1933—1943)
Антисемитизм в нацистской Германии и фашистской Италии, кульминацией которого стал Холокост, привел к массовой эмиграции ученых еврейского происхождения, в том числе знаменитых: Эйнштейна, Бора, Ферми (он был женат на еврейке).

### Утечка мозгов в истории Восточной Европы
Одним из самых ранних примеров утечки мозгов является культурный упадок, произведенный нашествием гуннов на восточноевропейское государство Германариха, существовавшее в нижнем течении Днепра. В результате массовой эмиграции и истребления готов высокоразвитая черняховская культура прекратила своё существование и была заменена раннеславянскими культурами, стоявшими в то время на сравнительно низкой ступени развития.
Аналогичный упадок был произведен в эпоху монгольского нашествия, когда квалифицированные ремесленники либо были проданы в рабство, либо бежали, каменное строительство на многие годы прекратилось, исчезло производство стекла и многие другие сложные ремесла.
Большое количество ученых, высокообразованных специалистов было вынуждено уехать из страны в ходе революции 1917 года, гражданской войны и сразу после неё. Часть русских интеллектуалов была просто выслана на «философском пароходе». В их числе были конструктор паровых турбин Ясинский, зоолог Новиков, писатель Осоргин, публицист Кизеветтер и пять религиозных философов: Бердяев, Франк, Ильин, Трубецкой, Вышеславцев.

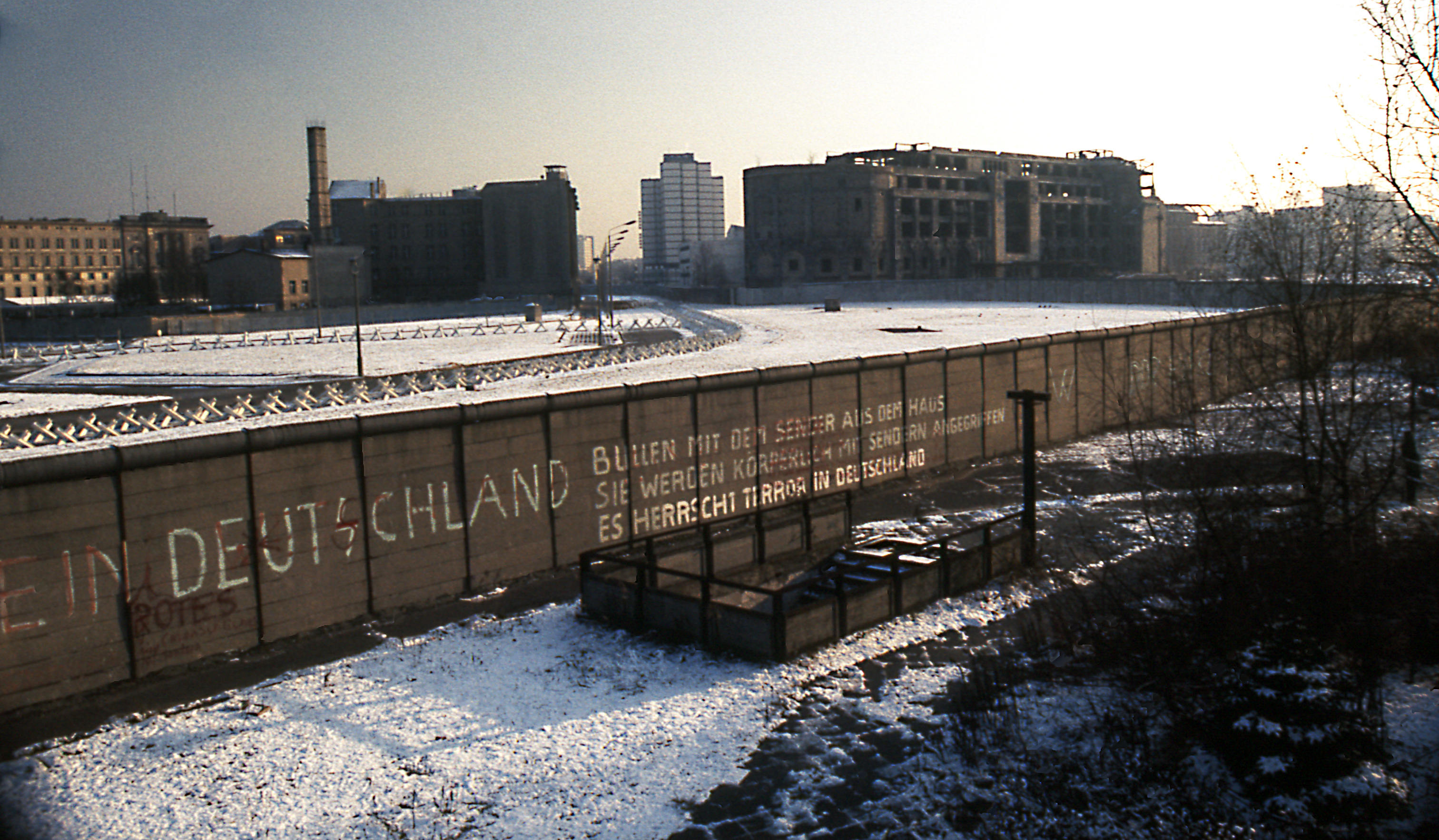
Берлинская стена в 1975 г.

Из послевоенной восточной Германии на запад, по некоторым оценкам, до 1961 г. бежало около 3,5 млн чел., т.е. до 20 % населения, преимущественно молодые люди, получившие хорошее образование. Для усиления охраны границы в августе 1961 г. правительство ГДР возвело знаменитую Берлинскую стену, ставшую символом «железного занавеса».
Только в первый год после вступления в Европейский союз около 100 тыс. поляков прибыли на работу в Великобританию, из них 40 % с высшим образованием. В настоящее время этот поток уменьшается, но не остановлен.

## Утечка мозгов из Российской Федерации

### 1990-е
Согласно заявлению статс-секретаря министерства образования и науки РФ Дмитрия Ливанова, за период времени с 1989 года по 2004 год из России уехало порядка 25 тысяч ученых, а 30 тысяч работают за рубежом по временным контрактам. Ливанов отмечает, что «это наиболее востребованные ученые, находящиеся в продуктивном научном возрасте. …Сегодня число занятых в науке в России составляет порядка 40 % от уровня 90-х годов». По мнению замдиректора Института демографии Высшей школы экономики Михаила Денисенко, в те годы «лидировала этническая миграция». По данным Денисенко, в период с 1994 по 2003 годы в Германию мигрировали 193,3 тыс. человек, в США — 176,2, в Израиль — 158,9.
Согласно президенту РАН А. М. Сергееву, в 1990-х и начале 2000-х годов из России выехали 40 тысяч профессоров.
Согласно неправительственным источникам, только «за первую половину 90-х годов из страны выехало не менее 80 тысяч ученых, а прямые потери бюджета составили не менее $60 млрд.» (Российский фонд фундаментальных исследований). 
Владимир Зернов, ректор Российского Нового Университета заявил, что «если бы те специалисты, которые выехали за границу начиная с 70-х годов, готовились в университетах США и Западной Европы, то на их подготовку пришлось бы потратить более $1 трлн. Также следует указать, эти данные никак не учитывают потери от оттока ноу-хау».
Анализ, проведенный на основе базы Scopus, показал, что более 50 % публикаций российской научной диаспоры идут из США. При этом наиболее цитируемые российские учёные также работают в США — на их долю приходится 44 % всех ссылок (период после 2003 года). Лидируют по индексу цитируемости выпускники МГУ, вторые — выпускники МФТИ. На долю российских учёных, работающих в России, приходится всего 10 % ссылок.

### 2000-е
Характер эмиграции изменился: стала превалировать экономическая мотивация, а география эмиграции из РФ существенно расширилась. В период с 2004 по 2013 годы в Германию мигрировали 93,8 тыс. человек, в США — 135,7, в Израиль — 40,8. В то же время существенную долю эмигрантов получили такие европейские страны, как Испания, Чехия, Австрия, Италия, Франция, а также Канада. Частично это связано с ужесточением миграционной политики отдельных стран.
Тенденция в 2009 году — переезд российских учёных в страны Юго-Восточной Азии, в том числе в Сингапур, где предлагают очень хорошие условия для работы. Евгений Кузнецов из Института всемирного банка (г. Вашингтон) отметил, что Россия только набирает силу по числу уехавших специалистов. По его данным, первое место по этому показателю занимает Великобритания, которую ежегодно покидают 1 млн 441 тысяч лиц с высшим образованием (в их числе не только ученые). Для Германии — это 817 тысяч и для России — чуть более 200 тысяч человек.

### Государственные программы
С сентября 2012 года действует «Государственная программа по оказанию содействия добровольному переселению в Российскую Федерацию соотечественников, проживающих за рубежом». Программа предусматривает меры по приёму переселяющихся людей, возмещение затрат на переезд и выплату единовременного пособия на обустройство (подъёмные). По программе прибыли в РФ в 2014 и 2015 году более чем 100 тыс. человек ежегодно. Более 98 % переселенцев граждане СНГ. Основными странами-источниками в 2015 году являются Украина, Казахстан, Узбекистан. Из так называемых стран дальнего зарубежья лидируют страны Балтии, ФРГ и Израиль. Почти 41 % прибывших соотечественников имеют высшее либо неоконченное высшее образование, 43 % — среднее специальное образование, 73 % переселенцев трудоспособного возраста и 23 % — это дети.
В 2015 году стартовал проект по переселению учёных и научных работников. К сентябрю 2015 года 44 учёных, которые имеют степени докторов и кандидатов технических, экономических и медицинских наук, уже переселились в Россию, а 21 человек находится в стадии оформления. При этом РАН в 2015 году ведёт речь о 420 инженерах и учёных, занимающихся наиболее актуальными научными и технологическими проблемами.

### Статистика
Согласно данным Федеральной Службы Государственной Статистики международная миграция имеет следующую структуру по странам и годам (отсортировано по 2013 году, по 5 стран с самой большой миграцией в каждой категории):
| Выбыло из Российской Федерации               | Выбыло из Российской Федерации | Выбыло из Российской Федерации | Выбыло из Российской Федерации | Выбыло из Российской Федерации | Выбыло из Российской Федерации | Выбыло из Российской Федерации | Выбыло из Российской Федерации | Выбыло из Российской Федерации | Выбыло из Российской Федерации | Выбыло из Российской Федерации | Выбыло из Российской Федерации | Выбыло из Российской Федерации | Выбыло из Российской Федерации | Выбыло из Российской Федерации | Выбыло из Российской Федерации | Выбыло из Российской Федерации | Выбыло из Российской Федерации |
| Страна                                       | 1997                           | 1998                           | 1999                           | 2000                           | 2001                           | 2002                           | 2003                           | 2004                           | 2005                           | 2006                           | 2007                           | 2008                           | 2009                           | 2010                           | 2011                           | 2012                           | 2013                           |
| Всего                                        | 232987                         | 213377                         | 214963                         | 145720                         | 121166                         | 106685                         | 94018                          | 79795                          | 69798                          | 54061                          | 47013                          | 39508                          | 32458                          | 33578                          | 36774                          | 122751                         | 186382                         |
| в страны СНГ                                 | 143675                         | 128117                         | 125233                         | 80510                          | 60231                          | 51135                          | 45142                          | 36277                          | 35418                          | 34669                          | 30726                          | 25542                          | 20326                          | 21206                          | 22568                          | 95572                          | 147853                         |
| -------------------------------------------- | ------------------------------ | ------------------------------ | ------------------------------ | ------------------------------ | ------------------------------ | ------------------------------ | ------------------------------ | ------------------------------ | ------------------------------ | ------------------------------ | ------------------------------ | ------------------------------ | ------------------------------ | ------------------------------ | ------------------------------ | ------------------------------ | ------------------------------ |
| Узбекистан                                   | 7370                           | 5231                           | 5041                           | 3086                           | 1974                           | 1400                           | 1130                           | 717                            | 595                            | 648                            | 722                            | 948                            | 677                            | 834                            | 2207                           | 31559                          | 50864                          |
| Украина                                      | 69116                          | 57318                          | 58922                          | 35601                          | 24026                          | 20585                          | 16744                          | 13115                          | 12640                          | 11926                          | 10536                          | 8941                           | 5737                           | 6278                           | 6300                           | 12416                          | 18626                          |
| Таджикистан                                  | 2474                           | 1977                           | 1799                           | 1158                           | 993                            | 827                            | 922                            | 549                            | 434                            | 424                            | 464                            | 637                            | 610                            | 694                            | 1070                           | 10281                          | 17362                          |
| Беларусь                                     | 18928                          | 19035                          | 19151                          | 13276                          | 11175                          | 8829                           | 7016                           | 5671                           | 6034                           | 6318                           | 5302                           | 3954                           | 2573                           | 2899                           | 2622                           | 6315                           | 12031                          |
| Казахстан                                    | 25364                          | 26672                          | 25037                          | 17913                          | 15186                          | 13939                          | 14017                          | 12504                          | 12437                          | 11948                          | 10211                          | 7483                           | 7232                           | 7329                           | 6176                           | 8843                           | 11802                          |
| в страны дальнего зарубежья                  | 89312                          | 85260                          | 89730                          | 65210                          | 60935                          | 55550                          | 48876                          | 43518                          | 34380                          | 19392                          | 16287                          | 13966                          | 12132                          | 12372                          | 14206                          | 27179                          | 38529                          |
| Германия                                     | 48363                          | 46218                          | 47929                          | 40443                          | 43682                          | 42231                          | 36928                          | 31876                          | 21458                          | 8229                           | 6486                           | 4916                           | 4115                           | 3725                           | 3815                           | 3781                           | 3979                           |
| Корейская Народно-Демократическая Республика | 202                            | 844                            | 689                            | 47                             | 40                             | 20                             | 11                             | 8                              | 5                              | 3                              | 4                              | 19                             | 2                              | 15                             | 152                            | 1603                           | 3891                           |
| Вьетнам                                      | 385                            | 227                            | 45                             | 33                             | 27                             | 19                             | 10                             | 16                             | 45                             | 42                             | 22                             | 31                             | 21                             | 32                             | 95                             | 1258                           | 2355                           |
| Грузия                                       | 3286                           | 2933                           | 2574                           | 1802                           | 1339                           | 964                            | 939                            | 740                            | 691                            | 593                            | 603                            | 572                            | 629                            | 459                            | 416                            | 801                            | 1553                           |
| Турция                                       | 356                            | 278                            | 179                            | 104                            | 96                             | 80                             | 88                             | 60                             | 85                             | 78                             | 78                             | 81                             | 101                            | 147                            | 252                            | 1037                           | 1494                           |
| Западные страны                              |                                |                                |                                |                                |                                |                                |                                |                                |                                |                                |                                |                                |                                |                                |                                |                                |                                |
| Германия                                     | 48363                          | 46218                          | 47929                          | 40443                          | 43682                          | 42231                          | 36928                          | 31876                          | 21458                          | 8229                           | 6486                           | 4916                           | 4115                           | 3725                           | 3815                           | 3781                           | 3979                           |
| США                                          | 9087                           | 6919                           | 5912                           | 4793                           | 4527                           | 3134                           | 3199                           | 2919                           | 4040                           | 3109                           | 2108                           | 1722                           | 1440                           | 1461                           | 1422                           | 1561                           | 1485                           |
| Израиль                                      | 12873                          | 12778                          | 20026                          | 9407                           | 4835                           | 2764                           | 2048                           | 1733                           | 1745                           | 1408                           | 1202                           | 1040                           | 894                            | 947                            | 977                            | 1104                           | 1090                           |
| Финляндия                                    | 923                            | 990                            | 1040                           | 1142                           | 980                            | 1110                           | 737                            | 910                            | 737                            | 695                            | 692                            | 620                            | 685                            | 517                            | 480                            | 572                            | 715                            |
| Канада                                       | 1333                           | 1181                           | 1190                           | 841                            | 812                            | 725                            | 701                            | 783                            | 628                            | 552                            | 571                            | 516                            | 457                            | 497                            | 471                            | 494                            | 536                            |

| Прибыло в Российскую Федерацию               | Прибыло в Российскую Федерацию | Прибыло в Российскую Федерацию | Прибыло в Российскую Федерацию | Прибыло в Российскую Федерацию | Прибыло в Российскую Федерацию | Прибыло в Российскую Федерацию | Прибыло в Российскую Федерацию | Прибыло в Российскую Федерацию | Прибыло в Российскую Федерацию | Прибыло в Российскую Федерацию | Прибыло в Российскую Федерацию | Прибыло в Российскую Федерацию | Прибыло в Российскую Федерацию | Прибыло в Российскую Федерацию | Прибыло в Российскую Федерацию | Прибыло в Российскую Федерацию | Прибыло в Российскую Федерацию |
| Страна                                       | 1997                           | 1998                           | 1999                           | 2000                           | 2001                           | 2002                           | 2003                           | 2004                           | 2005                           | 2006                           | 2007                           | 2008                           | 2009                           | 2010                           | 2011                           | 2012                           | 2013                           |
| Всего                                        | 597651                         | 513551                         | 379726                         | 359330                         | 193450                         | 184612                         | 129144                         | 119157                         | 177230                         | 186380                         | 286956                         | 281614                         | 279907                         | 191656                         | 356535                         | 417681                         | 482241                         |
| СНГ                                          | 547386                         | 467028                         | 343082                         | 326561                         | 173976                         | 167940                         | 114121                         | 105488                         | 163101                         | 170851                         | 263277                         | 261170                         | 261495                         | 171940                         | 310549                         | 363955                         | 422738                         |
| -------------------------------------------- | ------------------------------ | ------------------------------ | ------------------------------ | ------------------------------ | ------------------------------ | ------------------------------ | ------------------------------ | ------------------------------ | ------------------------------ | ------------------------------ | ------------------------------ | ------------------------------ | ------------------------------ | ------------------------------ | ------------------------------ | ------------------------------ | ------------------------------ |
| Узбекистан                                   | 39620                          | 41800                          | 41615                          | 40810                          | 24873                          | 24951                          | 21457                          | 14948                          | 30436                          | 37126                          | 52802                          | 43518                          | 42539                          | 24100                          | 64493                          | 87902                          | 118130                         |
| Украина                                      | 138231                         | 111934                         | 81297                          | 74748                          | 36503                          | 36806                          | 23418                          | 17699                          | 30760                          | 32721                          | 51492                          | 49064                          | 45920                          | 27508                          | 43586                          | 49411                          | 55037                          |
| Казахстан                                    | 235903                         | 209880                         | 138521                         | 124903                         | 65226                          | 55706                          | 29552                          | 40150                          | 51945                          | 38606                          | 40258                          | 39964                          | 38830                          | 27862                          | 36474                          | 45506                          | 51958                          |
| Таджикистан                                  | 23053                          | 18396                          | 12116                          | 11043                          | 6742                           | 5967                           | 5346                           | 3339                           | 4717                           | 6523                           | 17309                          | 20717                          | 27028                          | 18188                          | 35087                          | 41674                          | 51011                          |
| Армения                                      | 19123                          | 16780                          | 14677                          | 15951                          | 5814                           | 6802                           | 5124                           | 3057                           | 7581                           | 12949                          | 30751                          | 35216                          | 35753                          | 19890                          | 32747                          | 36978                          | 42361                          |
| Страны дальнего зарубежья                    | 50265                          | 46523                          | 36644                          | 32769                          | 19474                          | 16672                          | 15023                          | 13669                          | 14129                          | 15529                          | 23679                          | 20444                          | 18412                          | 19716                          | 45986                          | 53726                          | 59503                          |
| Грузия                                       | 24517                          | 21059                          | 19626                          | 20213                          | 9674                           | 7128                           | 5540                           | 4886                           | 5497                           | 6806                           | 10595                          | 8806                           | 7454                           | 5245                           | 7325                           | 7728                           | 7665                           |
| Корейская Народно-Демократическая Республика | 295                            | 1274                           | 468                            | 32                             | 40                             | 19                             | 5                              | 2                              | 5                              | 2                              | 73                             | 63                             | 107                            | 59                             | 1948                           | 4168                           | 5023                           |
| Китай                                        | 2861                           | 6854                           | 3871                           | 1121                           | 405                            | 410                            | 346                            | 212                            | 432                            | 499                            | 1687                           | 1177                           | 770                            | 1380                           | 7063                           | 8547                           | 8149                           |
| Германия                                     | 2379                           | 2425                           | 1894                           | 1753                           | 1627                           | 1962                           | 2692                           | 3117                           | 3025                           | 2900                           | 3164                           | 3134                           | 2585                           | 2621                           | 4520                           | 4239                           | 4166                           |
| Вьетнам                                      | 261                            | 220                            | 150                            | 182                            | 157                            | 198                            | 129                            | 48                             | 114                            | 157                            | 921                            | 714                            | 950                            | 921                            | 3294                           | 3653                           | 3852                           |
| Западные страны                              |                                |                                |                                |                                |                                |                                |                                |                                |                                |                                |                                |                                |                                |                                |                                |                                |                                |
| Германия                                     | 2379                           | 2425                           | 1894                           | 1753                           | 1627                           | 1962                           | 2692                           | 3117                           | 3025                           | 2900                           | 3164                           | 3134                           | 2585                           | 2621                           | 4520                           | 4239                           | 4166                           |
| Израиль                                      | 1626                           | 1528                           | 1425                           | 1508                           | 1373                           | 1670                           | 1808                           | 1486                           | 1004                           | 1053                           | 1094                           | 1002                           | 861                            | 814                            | 1240                           | 1091                           | 1132                           |
| США                                          | 668                            | 635                            | 522                            | 439                            | 432                            | 455                            | 484                            | 518                            | 396                            | 411                            | 578                            | 551                            | 575                            | 653                            | 947                            | 1122                           | 954                            |
| Финляндия                                    | 140                            | 164                            | 117                            | 83                             | 97                             | 136                            | 125                            | 141                            | 129                            | 137                            | 172                            | 174                            | 141                            | 178                            | 266                            | 342                            | 429                            |
| Италия                                       | 46                             | 60                             | 39                             | 47                             | 40                             | 26                             | 45                             | 34                             | 46                             | 44                             | 152                            | 126                            | 129                            | 163                            | 250                            | 365                            | 426                            |

Согласно исследованию миграции ученых по библиометрическим данным Скопус на 1996-2020 годы, больше всего ученых уезжает в США, Германию и Францию, и больше всего приезжает c Украины, из Казахстана, Белоруссии и Узбекистана. При анализе цитируемости авторов выявлено, что наиболее цитируемые уезжают в Германию и приезжают с Украины и из Белоруссии.

## Утечка мозгов из других регионов

### Африка
Из ЮАР после отмены политики апартеида в 1994 году уехало по разным оценкам от 1 до 1.6 млн людей с высокими профессиональными или организационными навыками. В частности, эмигрировали более 45 % врачей. По оценкам бюро статистики ЮАР, каждый такой отъезд повлёк за собой в среднем потерю работы 10 неквалифицированными работниками, что серьёзно угрожает экономическому благополучию данного региона. Чтобы остановить этот процесс, ЮАР пыталась добиться от других стран прекращения найма на работу докторов, получивших образование в ЮАР.
По некоторым оценкам, утечка мозгов ежегодно обходится африканскому континенту свыше 150 тыс. высококвалифицированных работников и 4 млрд долларов общих экономических потерь. Только из Эфиопии между 1980 и 1991 гг. уехало 75 % квалифицированных работников, что считают одной из причин крайней бедности этой страны. Считают, что в Чикаго ученых из Эфиопии работает больше, чем во всей этой стране. Кроме Эфиопии, наиболее пострадавшими от утечки мозгов странами считаются Нигерия и Кения.
Из Ганы между 1993 и 2000 гг. эмигрировало 68 % медицинского персонала, 448 докторов или 54 % выпускников медицинских вузов уехало на работу за границу с 1999 по 2004 гг. При этом в Гане всего около 2 тыс. докторов или один врач на 11 тыс. населения, в то время как в США один врач приходится на каждые 2 тыс. населения.
В своей речи в 1998 г. президент Южной Африки Мбеки заявил:

«В нашем мире, в котором генерация нового знания и его приложение к изменению уровня жизни является тем двигателем, с помощью которого человеческое общество удаляется от варварства, разве не нуждаемся мы в том, чтобы вернуть сотни тысяч африканских интеллектуалов из их эмиграции в Западной Европе и Северной Америке, чтобы воссоединить их с теми, кто ещё остается на наших берегах?»

Для возвращения и устройства высокообразованных экспатриантов в Африке существуют специальные агентства.

### Вест-Индия
Более 80 % образованных уроженцев Ямайки проживает за границей своей родины, высылая часть заработанных денег своим семьям, которые составляют около 18 % валового национального продукта этого островного государства. Аналогично значительная часть населения других островов Карибского бассейна проживает за границами своей родины, из них до 80 % выпускников колледжей Гренады, Суринама, Гаити и Гайаны, большинство которых эмигрировало в США.